# Clube Monte Sinai
O Centro Cultural Esportivo e Recreativo do Monte Sinai, fundado em 27 de setembro de 1959 no bairro da Tijuca. O Clube é associado a comunidade judaica residente no Rio de Janeiro dando uma maior ênfase aos moradores judeus que residem na zona norte do Rio de Janeiro.
Conta com mais de 1.200 atletas em diferentes modalidades esportivas: futebol e futsal, natação e hidroginástica, Krav Magá, musculação e ginástica, voleibol, handball, spinning, pilates, karatê, dança israeli e squash.

## História no Futsal
Nos anos 80, o Monte Sinai atingiu seu melhor momento no cenário do futsal nacional e internacional. Ao comando de José Apelbaum (Joca), o Monte Sinai conseguiu conquistar a Taça Brasil de Futsal de 1981. Este um título de maior expressão a nível nacional no futsal. O clube chegou a participar de competições internacionais, tornando-se na época, um dos clubes mais importantes do Futsal Brasileiro.